# Bananas (Album)
Bananas ist das 17. Studioalbum der englischen Rockband Deep Purple. Es erschien im Oktober 2003 bei EMI Records (weltweit) bzw. Sanctuary Records (USA).

## Geschichte
Das Album ist das erste mit Keyboarder Don Airey. Es wurde mit Produzent Michael Bradford in Los Angeles im Januar und Februar 2003 aufgenommen. Beim Song Haunted war von Beth Hart erstmals ein weiblicher Backgroundgesang zu hören; überhaupt wurde Ian Gillan erstmals von einer anderen Person im Hintergrundgesang begleitet. Als Songschreiber war Jon Lord, der die Band zuvor verlassen hatte, noch an zwei Songs beteiligt: Picture of Innocence und I Got Your Number. Das Album erreichte u. a. in Deutschland und Argentinien Plätze unter den Top Ten.

## Rezeption
Die Webseite Allmusic vergab 4 von 5 Sternen. David Jeffries schrieb, überraschenderweise – nach dem Weggang von Jon Lord – sei das Album "fantastisch". „Gefüllt mit Hooks und Liedern, die mit jedem Hören besser werden, da gibt es wenig, was man Bananas nicht mögen kann“."

## Titelliste
Alle Stücke wurden von Ian Gillan, Steve Morse, Roger Glover, Don Airey und Ian Paice geschrieben, außer wo anders angegeben.
1. "House of Pain" (Gillan, Michael Bradford) – 3:34
2. "Sun Goes Down" – 4:10
3. "Haunted" – 4:22
4. "Razzle Dazzle" – 3:28
5. "Silver Tongue" – 4:03
6. "Walk On" (Gillan, Bradford) – 7:04
7. "Picture of Innocence" (Gillan, Morse, Glover, Jon Lord, Paice) – 5:11
8. "I Got Your Number" (Gillan, Morse, Glover, Lord, Paice, Bradford) – 6:01
9. "Never a Word" – 3:46
10. "Bananas" – 4:51
11. "Doing It Tonight" – 3:28
12. "Contact Lost" (Morse) – 1:27